# Bryomima
Bryomima é um gênero de traça pertencente à família Arctiidae.